# Triumph Toledo
Triumph Toledo – kompaktowy samochód osobowy wprowadzony na rynek w sierpniu 1970 pod marką Triumph jako tańsza wersja modelu 1300. Pojazd wykorzystywał przedni pas nadwozia z Triumpha 1500, użyto jednak prostokątnych reflektorów zamiast podwójnych okrągłych z pierwowzoru. Tylny pas nadwozia przejęto z modelu 1300, zastosowano jedynie prostsze klosze lamp.
Zrezygnowano z przedniego napędu na rzecz tylnego z tylnym mostem ze sprężynami śrubowymi. Miało to na celu uproszczenie konstrukcji i zmniejszenie ceny pojazdu. Zubożone zostało także wnętrze oraz wyposażenie pojazdu.
Początkowo Triumph Toledo dostępny był wyłącznie w 2-drzwiowej wersji nadwozia z silnikiem 1300 cm³ o mocy maksymalnej 59 KM (43 kW). Na obu osiach montowano hamulce bębnowe, niedostępna była automatyczna skrzynia biegów oraz przekładnia z nadbiegiem.
W marcu 1971 podczas Geneva Motor Show zaprezentowano 4-drzwiową odmianę "special export" charakteryzującą się bogatszym wyposażeniem. Dostępna była ona z większym silnikiem 1500 w dwóch wariantach, z pojedynczym bądź podwójnym gaźnikiem, moc maksymalna wynosiła odpowiednio 62 i 65 KM (45 i 48 kW). Od końca sierpnia 1971 wersja ta była dostępna także na rodzimym brytyjskim rynku. 
Pojazd przechodził kilka modernizacji, od października 1972 standardowo montowano hamulce tarczowe, od końca 1973 ogrzewanie tylnej szyby. W marcu 1975 zaprzestano produkcji wersji 2-drzwiowej. Wariant 4-drzwiowy był wciąż ulepszany, skrzynia biegów pochodząca z modelu Herald została zastąpiona odpowiednikiem z Spitfire 1500, oprócz tego pojazd otrzymał nowe sprzęgło. Zmodernizowano także wygląd nadwozia oraz wzbogacono wyposażenie. Ostatecznie samochód został zastąpiony w marcu 1976 przez model Dolomite 1300/1500. Łącznie powstało 119 182 egzemplarzy.

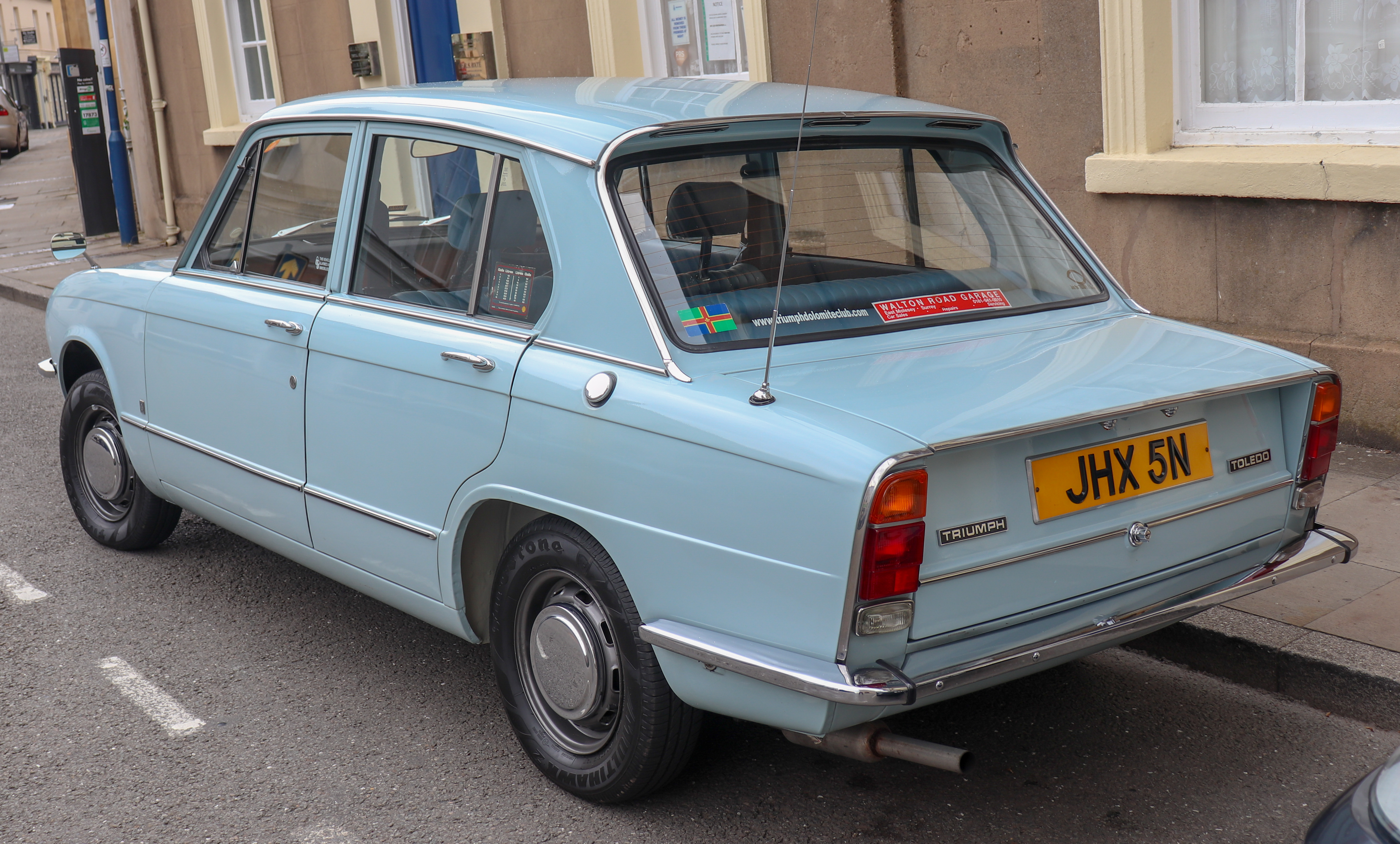
Tył nadwozia

## Akcja serwisowa
W sierpniu 1973 miała miejsce największa akcja serwisowa w Wielkiej Brytanii. Do serwisów wezwano właścicieli pojazdów  Triumph 1500, Dolomite i Toledo. Akcja objęła 103 000 pojazdów, elementem który spowodował całą sprawę była rozpórka w przednim zawieszeniu która w odpowiednich okolicznościach mogła pęknąć i uniemożliwić kierowanie samochodem.

## Dane techniczne
1970 Toledo
- R4 1,3 l (1296 cm³), 2 zawory na cylinder, OHV
- Układ zasilania: gaźnik
- Średnica cylindra × skok tłoka: 73,7 x 76 mm
- Stopień sprężania: 8,5:1
- Moc maksymalna: 59 KM (43 kW) przy 5500 obr./min
- Maksymalny moment obrotowy: 92 N•m przy 3300 obr./min

- Przyspieszenie 0-80 km/h: 12,1 s
- Prędkość maksymalna: 134 km/h